# Kepler-296
Kepler-296 is een dubbelster in het sterrenbeeld Draak (Draco), bestaande uit een oranje dwerg (A) en rode dwerg (B). Daarnaast heeft het stelsel vijf bevestigde exoplaneten. De sterren zijn een stuk kleiner dan de Zon en liggen op een afstand van 737 lichtjaar. 

## Planetenstelsel
Het planetenstelsel van de ster werd ontdekt door de Kepler-ruimtetelescoop van NASA en bevestigd in 2014. Toen werden er vijf exoplaneten bevestigd door middel van transitiefotometrie. Kepler-296e en f zijn geclassificeerd als superaarde en liggen in de bewoonbare zone.
| Planeet | Massa | Halve lange as (AE) | Omlooptijd (dagen) | Excentriciteit | Straal  |
| ------- | ----- | ------------------- | ------------------ | -------------- | ------- |
| b       | —     | 0,079               | 10,86              | —              | 1,61 R⊕ |
| c       | —     | 0,0521              | 5,84               | —              | 2,00 R⊕ |
| d       | —     | 0,118               | 19,85              | —              | 2,09 R⊕ |
| e       | —     | 0,169               | 34,14              | —              | 1,53 R⊕ |
| f       | —     | 0,255               | 63,34              | —              | 1,80 R⊕ |

## Afbeeldingen

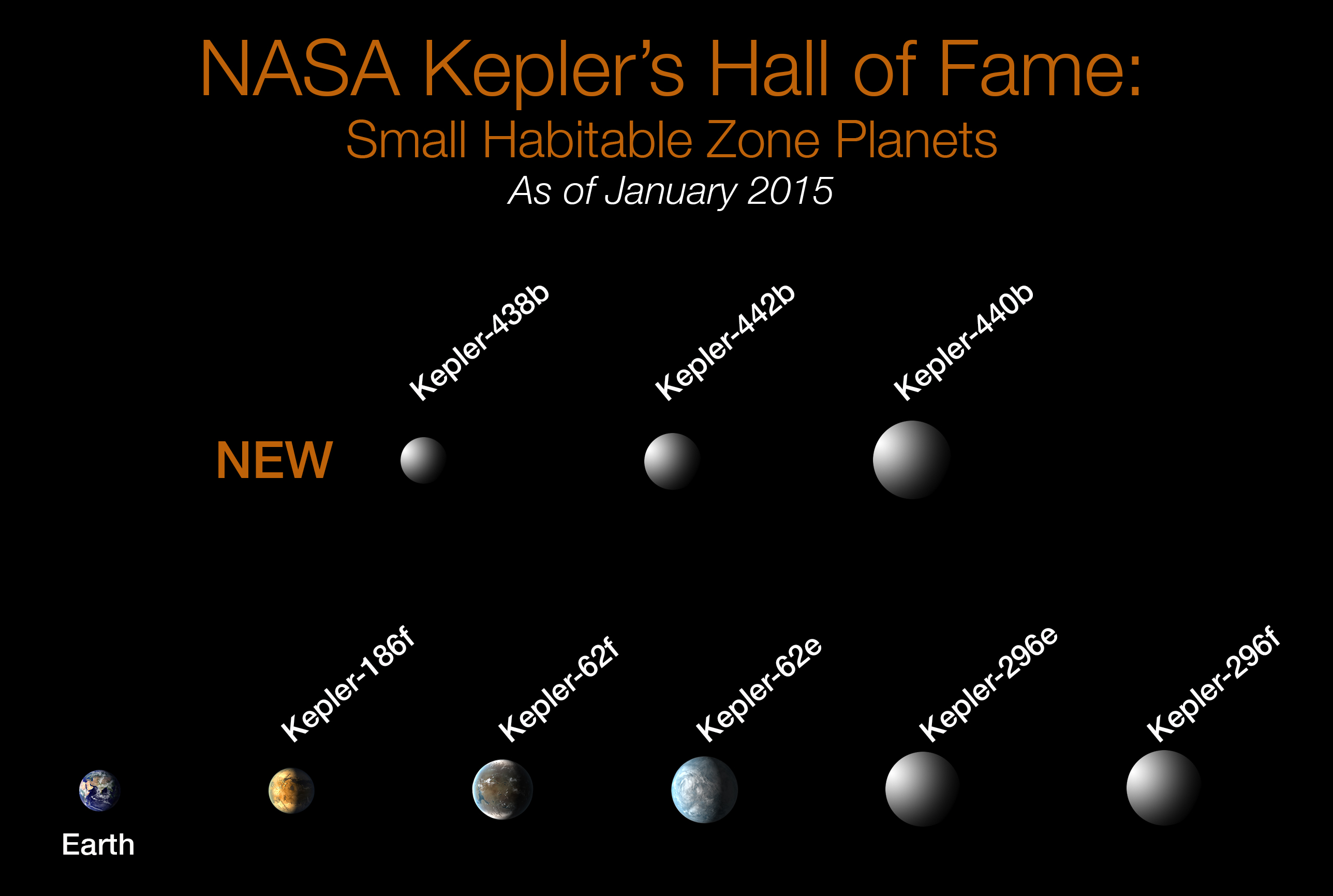
Kepler-296 e en f vergeleken met de Aarde
- Simulatie van het Kepler-296-stelsel